# Mario Martinelli
Mario Martinelli (Como, 12 maggio 1906 – Como, 21 maggio 2001) è stato un politico italiano, più volte ministro e sottosegretario nelle file della Democrazia Cristiana, Ministro del Commercio con l'estero nella II legislatura Governo Scelba.